# Robert Pedersen
Robert Pedersen (14. september 1921 i København – 31. juli 1994) var en dansk socialdemokratisk politiker og højskolemand.

## Karriere
Pedersen var søn af skrædder Sofus Pedersen (død 1946) og hustru Carla f. Pedersen (død 1969), tog mellemskoleeksamen fra Nyboder Skole 1937, realeksamen 1945 og studentereksamen 1947 (aftenkursus på Akademisk Kursus). Han var typograflærling 1937-42 og arbejdede ved faget 1942-51. Han blev dernæst cand.polit. fra Københavns Universitet 1955, var 1950 på sommeruniversitet ved Queen Mary College, England og et semester på Harvard University, Boston i 1956. Han havde studenterarbejde i Socialministeriet 1951-53.
Robert Pedersen var siden lærer ved Roskilde Højskole 1953-58, ved Jära Folkhögskola, Malmbäck. Sverige 1958-59 og forstander for Herning Højskole fra 1959 indtil 1971.

## Politisk karriere
Pedersen blev valgt til Folketinget for Socialdemokratiet. Han sad på tinge til 1988 og var bl.a. formand for Kulturudvalget. Han skrev bogen Fra neutralitet til engagement. Socialdemokratiet og forsvaret gennem 110 år (Chr. Erichsens Forlag 1982), hvori han bl.a. rettede et et hårdt angreb på det omsving i den socialdemokratiske udenrigs- og sikkerhedspolitik, der førte til fodnoteperioden.

## Besættelsen
Under Besættelsen tog Robert Pedersen en stor risiko ved at hjælpe forfulgte jøder til Sverige i oktober 1943. Han stod i den situation, at hans gode ven, Abbe Isak Paikin (1912-1993) kom til ham og bad om hjælp. Robert Petersen valgte at hjælpe, selv om det ikke var nemt at huse en stor familie i et lille hus. Til slut boede 15 mennesker skjult hos ham. Men familien skulle også videre til et sikkert sted, og Pedersen tog til Køge, hvor han fandt et caféloft, hvor den jødiske familie kunne gemmes. Robert Petersen gav nogle fiskere penge, så de kunne drikke en skipper fuld og liste nøglerne fra ham. Efter at have fået fat i hans båd, sejlede fiskerne Robert Petersens jødiske venner til Sverige.
I 1969 modtog han en hædersbevisning fra det israelske udenrigsministerium for sit indsats med at transportere danske jøder til Sverige under 2. verdenskrig.

## Tillidshverv
Pedersen underviste desuden i 1964 og 1970 i Vestindien for FN, var næstformand for DSU i København 1947-49, formand for Frit Forum 1950-52, redaktør af Fri Ungdom 1949-50 og Frit Forum 1950-52, medlem af Forsikringsrådet 1964-68 og fra 1971, formand for Højskolernes Sekretariat, Landselevforeningen af Højskoleelever og Højskolefonden fra 1971. Medlem af Rask-Ørsted Fondet 1971, af UNICEF's styrelse, af den danske delegation til FN 1973.